# Tjeckiens herrlandslag i basket
 Tjeckiens herrlandslag i basket (tjeckiska: Česká basketbalová reprezentace) representerar Tjeckien i basket på herrsidan.

## Meriter
| Europamästerskap | Europamästerskap | Europamästerskap | Europamästerskap | Europamästerskap |
| Årtal            | Placering        | M                | V                | F                |
| ---------------- | ---------------- | ---------------- | ---------------- | ---------------- |
| 1999             | 12:e plats       | 6                | 2                | 4                |
| 2001             | Kvalade inte in  | Kvalade inte in  | Kvalade inte in  | Kvalade inte in  |
| 2003             | Kvalade inte in  | Kvalade inte in  | Kvalade inte in  | Kvalade inte in  |
| 2005             | Kvalade inte in  | Kvalade inte in  | Kvalade inte in  | Kvalade inte in  |
| 2007             | 13:e plats       | 3                | 0                | 3                |
| 2009             | Kvalade inte in  | Kvalade inte in  | Kvalade inte in  | Kvalade inte in  |
| 2011             | Kvalade inte in  | Kvalade inte in  | Kvalade inte in  | Kvalade inte in  |
| 2013             | 13:e plats       | 5                | 2                | 3                |
| 2015             | 7:e plats        | 9                | 5                | 4                |
| Total            | Total            | 23               | 9                | 14               |

### Fotnoter
1. ↑  ”Men Basketball European Championship 1999 France 21.06-03.07 Winner Italy” (på engelska). Sport Statistics. 19 mars 1999. Arkiverad från originalet den 18 juni 2011. https://web.archive.org/web/20110618003816/http://www.todor66.com/basketball/Europe/Men_1999.html. Läst 1 oktober 2013.
2. ↑  ”Men Basketball European Championship 2007 - Madrid (ESP) - 07-16.09 Winner Russia” (på engelska). Sport Statistics. 19 mars 2007. Arkiverad från originalet den 18 juni 2011. https://web.archive.org/web/20110618003652/http://www.todor66.com/basketball/Europe/Men_2007.html. Läst 1 oktober 2013.
3. ↑  ”Men Basketball XXXIX European Championship 2013 Slovenia 04-22.09 - Winner France” (på engelska). Sport Statistics. 19 mars 2013. Arkiverad från originalet den 2 oktober 2013. https://web.archive.org/web/20131002020236/http://www.todor66.com/basketball/Europe/Men_2013.html. Läst 1 oktober 2013.